# Emmelshausen (Verbandsgemeinde)
Emmelshausen é um Verbandsgemeinde ("associação municipal") do distrito de Rhein-Hunsrück, Renânia-Palatinado, Alemanha. Sua sede fica em Emmelshausen.
O Verbandsgemeinde de Emmelshausen consiste dos seguintes Ortsgemeinden ("municípios locais"):
| 1. Badenhard 2. Beulich 3. Bickenbach 4. Birkheim 5. Dörth 6. Emmelshausen 7. Gondershausen 8. Halsenbach 9. Hausbay 10. Hungenroth 11. Karbach 12. Kratzenburg 13. Leiningen | 1. Lingerhahn 2. Maisborn 3. Mermuth 4. Morshausen 5. Mühlpfad 6. Ney 7. Niedert 8. Norath 9. Pfalzfeld 10. Schwall 11. Thörlingen 12. Utzenhain |